# Коппа делла Пейс 2024
52-й выпуск  Коппа делла Пейс — шоссейной однодневной велогонки по дорогам Италии. Гонка прошла 2 июня 2024 года в рамках Европейского тура UCI 2024 (категория 1.2U). Победу одержал итальянский велогонщик Кевин Пеццо Росола.

## Участники
В гонке приняло участие 29 команд. Приглашённая польская команда Bialini отказалась принять участие в гонке.
| UCI ProTeam- VF Group-Bardiani CSF-Faizané UCI Continental Teams (15)- UAE Team Emirates Gen Z - Astana Qazaqstan Development Team - MBH Bank Colpack Ballan - Team Technipes #inEmiliaRomagna - Hagens Berman Jayco - Zalf Euromobil Fior - General Store-Essegibi-F.Lli Curia - Q36.5 Continental - Tirol KTM Cycling Team - MG.K Vis Colors For Peace - Work Service-Vitalcare-Dynatek - Rime Drali - Team Skyline - UM Tools Caffè Mokambo - Petrolike Любительские, клубные или региональные команды (13)- Holdsworth Zappi RT - GS Sissio Team - Gallina-Ecotek-Lucchini - Futura Team-Rosini - VPM Moretti SCS - Velo Club Mendrisio - U.C. Trevigiani Energiapura Marchiol - Aran Cucine Vejus - A.R. Monex Pro Cycling Team - MaxSolar Cycling Team - Petroli Firenze-Hopplà - Velo Club Avezzano LineaOro Bike - Calzaturieri Montegranaro |
| |

## Маршрут
Дистанция гонки составила 172 километра.

## Ход гонки
Гонка началась очень быстро, и уже через несколько километров группа из 14 гонщиков ушла в отрыв. Они смогли создать преимущество в 1 минуту 43 секунды над основной группой. Поддерживая высокий темп, гонщики постепенно увеличивали своё преимущество, и на первом круге оно составляло уже более 2 минут 30 секунд. На первом подъёме несколько гонщиков отправились в погоню за ушедшей группой, но их преимущество было сокращено до 1 минуты 55 секунд. Однако на втором отрезке пелотон смог сократить разрыв до 2 минут 21 секунды. В начале шестого круга гонки Пейро отделился от группы беглецов, в то время как основная часть пелотона пересекала промежуточный финиш с отставанием в 3 минуты 23 секунды. За пять кругов до финиша Лоренцо Масциарелли вышел из пелотона и начал работать на отрыв. Основная группа всё ещё была компактной и находилась позади более чем в 3 минутах 50 секундах. На 63-м километре спортсмены двигались со средней скоростью 44,24 километра в час. Масциарелли стабильно проходил подъём, отставая от Пейро на 1 минуту 25 секунд, а до пелотона — на 3 минуты 18 секунд. За четыре круга до финиша Масциарелли продолжал свою одиночную поездку, находясь в преимуществе в 1 минуту 10 секунд от пелотона. Основная группа продолжала двигаться без больших рывков, находясь в 2 минутах 40 секундах от беглецов. На пятом подъёме в Сан-Паулу произошёл прорыв Скарпелли. Масциарелли продолжал свой прогресс, находясь в 2 минутах 35 секундах от пелотона. На 132-м километре гонки, чуть более трёх часов от начала, тандем Масциарелли и Скарпелли находился на расстоянии 26 секунд от 12 лидирующих гонщиков, а пелотон отставал на 1 минуту 45 секунд. Примерно за 30 километров до финиша начались ускорения, между 12 лидерами начались стычки, и темп нарастал. Пелотон тоже не успокаивался, сокращая расстояние метр за метром, доводя отставание до 1 минуты 14 секунд. За два круга до финиша скорость составляла в среднем 42,43 километра в час, лидирующих в гонке по-прежнему было 12, а основная группа сокращала отставание до 1 минуты 05 секунд. Предпоследний подъём в зону категорийного подъёма в Сан-Паулу сопровождался несколькими каплями дождя. 12 лидеров гонки начали подъём, где Замперини начал атаку, в то время как компактная группа позади них сокращала расстояние до 55 секунд. Перед последним проходом подъёма Федерико Бьяджини вышел из пелотона, который шёл с задержкой в 1 минуту 19 секунд. Когда лидеры группы начали находился в пределах видимости пелотона в начале последнего круга перед финишем, баланс в отрыве окончательно нарушился. Сначала Деннис Локк попытался растянуть группу, в то время как позади них Бьяджини переходил в зону финиша через 32 секунды, а пелотон через 1 минуту 31 секунду. Последний подъём сбил спесь с лидеров, и осталось только гонщиков 7 впереди. За 2 километра до конца семёрка шла в 50 секундах. После 4 часов гонки со средней скоростью 42,3 километра в час, за 500 метров до финиша Кевин Пеццо Росола запускает спринт и выигрывает в одиночку победу на гонке.

## Результаты
| \| Генеральная классификация \| Генеральная классификация \| Генеральная классификация \| Генеральная классификация \| Генеральная классификация \| \| Гонщик \| Гонщик \| Команда \| Время \| \| \| ------------------------- \| ------------------------- \| ---------------------------------- \| ------------------------- \| ------------------------- \| \| 1-й \| Kevin Pezzo Rosola \| General Store-Essegibi-F.lli Curia \| 4ч 03' 27 \| \| \| 2-й \| Travis Stedman \| Q36.5 Continental \| + 2 \| \| \| 3-й \| Lorenzo Peschi \| General Store-Essegibi-F.lli Curia \| + 2 \| \| |                    |                                    |           |
| |                    |                                    |           |
| Источник: ProCyclingStats |                    |                                    |           |
| Генеральная классификация |                    |                                    |           |
| Гонщик | Гонщик             | Команда                            | Время     |
| 1-й | Kevin Pezzo Rosola | General Store-Essegibi-F.lli Curia | 4ч 03' 27 |
| 2-й | Travis Stedman     | Q36.5 Continental                  | + 2       |
| 3-й | Lorenzo Peschi     | General Store-Essegibi-F.lli Curia | + 2       |